# Тан Менні
Тан Менні (кит.: 汤梦妮, нар. 8 квітня 1994) — китайська спортсменка, спеціалістка з синхронного плавання, срібна призерка Олімпійських ігор 2016 року.

## Виступи на Олімпіадах
| Олімпіада           | Дисципліна | Місце |
| ------------------- | ---------- | ----- |
| Ріо-де-Жанейро 2016 | групи      | 2     |

## Зовнішні посилання
- Тан Менні — олімпійська статистика на сайті Sports-Reference.com (англ.) (архівна версія)